# Fußball-Club Würzburger Kickers 2017-2018
Questa voce raccoglie le informazioni riguardanti il Fußball-Club Würzburger Kickers nelle competizioni ufficiali della stagione 2017-2018.

## Stagione
Nella stagione 2017-2018 il Würzburger Kickers, allenato da Stephan Schmidt e Michael Schiele, concluse il campionato di 3. Liga al 5º posto. In Coppa di Germania il Würzburger Kickers fu eliminato al primo turno dal Werder Brema.

## Rosa
| N. |                     | Ruolo | Calciatore            |
| -- | ------------------- | ----- | --------------------- |
| 1  | Germania (bandiera) | P     | Wolfgang Hesl         |
| 2  | Germania (bandiera) | D     | Maximilian Ahlschwede |
| 3  | Germania (bandiera) | D     | Anthony Syhre         |
| 4  | Germania (bandiera) | D     | Jannis Nikolaou       |
| 5  | Germania (bandiera) | D     | Hendrik Hansen        |
| 6  | Germania (bandiera) | D     | Kai Wagner            |
| 7  | Germania (bandiera) | A     | Felix Müller          |
| 8  | Germania (bandiera) | C     | Emanuel Taffertshofer |
| 9  | Germania (bandiera) | A     | Dominic Baumann       |
| 10 | Germania (bandiera) | A     | Marco Königs          |
| 11 | Germania (bandiera) | A     | Enis Bytyqi           |
| 14 | Grecia (bandiera)   | C     | Ioannis Karsanidis    |
| 15 | Germania (bandiera) | D     | Franko Uzelac         |
| 16 | Germania (bandiera) | C     | Dennis Mast           |

| N. |                     | Ruolo | Calciatore         |
| -- | ------------------- | ----- | ------------------ |
| 18 | Germania (bandiera) | C     | Simon Skarlatidis  |
| 19 | Svizzera (bandiera) | A     | Orhan Ademi        |
| 21 | Germania (bandiera) | P     | Patrick Drewes     |
| 22 | Germania (bandiera) | C     | Fabio Kaufmann     |
| 23 | Germania (bandiera) | C     | Florian Kohls      |
| 25 | Germania (bandiera) | C     | Björn Jopek        |
| 27 | Germania (bandiera) | D     | Sebastian Schuppan |
| 29 | Germania (bandiera) | D     | Sebastian Neumann  |
| 31 | Germania (bandiera) | C     | Patrick Göbel      |
| 37 | Germania (bandiera) | C     | Onur Ünlücifci     |
| 37 | Germania (bandiera) | A     | Leonard Langhans   |
| 38 | Germania (bandiera) | C     | Nico Wagner        |
| 39 | Germania (bandiera) | A     | Maximilian Breunig |

## Organigramma societario
Area tecnica
- Allenatore: Michael Schiele
- Allenatore in seconda: Lamine Cissé, Christian Demirtas, Tim Stegmann
- Preparatore dei portieri: Robert Wulnikowski
- Preparatori atletici:

## Calciomercato

### Sessione estiva
| Acquisti | Acquisti              | Acquisti            | Acquisti |
| R.       | Nome                  | da                  | Modalità |
| -------- | --------------------- | ------------------- | -------- |
| A        | Orhan Ademi           | Ried                |          |
| D        | Maximilian Ahlschwede | Hansa Rostock       |          |
| A        | Dominic Baumann       | Norimberga          |          |
| A        | Enis Bytyqi           | Werder Brema II     |          |
| P        | Patrick Drewes        | Preußen Münster     |          |
| C        | Patrick Göbel         | Zwickau             |          |
| D        | Hendrik Hansen        | Wolfsburg           |          |
| P        | Wolfgang Hesl         | Arminia Bielefeld   |          |
| C        | Björn Jopek           | Chemnitz            |          |
| C        | Marvin Kleihs         | Wolfsburg II        |          |
| C        | Florian Kohls         | Hertha Berlino      |          |
| C        | Dennis Mast           | Chemnitz            |          |
| D        | Jannis Nikolaou       | Rot-Weiß Erfurt     |          |
| C        | Simon Skarlatidis     | Erzgebirge Aue      |          |
| D        | Anthony Syhre         | Osnabrück           |          |
| D        | Kai Wagner            | Schalke 04 II       |          |
| C        | Nico Wagner           | Kickers Würzburg II |          |

| Cessioni | Cessioni              | Cessioni            | Cessioni |
| R.       | Nome                  | a                   | Modalità |
| -------- | --------------------- | ------------------- | -------- |
| C        | Anastasios Lagos      | Larissa             |          |
| A        | Elia Soriano          | Korona Kielce       |          |
| C        | Dániel Nagy           | Újpest              |          |
| C        | Valdet Rama           | Yanbian F.C.        |          |
| C        | Rico Benatelli        | Dinamo Dresda       |          |
| A        | Nejmeddin Daghfous    | Sandhausen          |          |
| C        | Sebastian Ernst       | Greuther Fürth      |          |
| C        | Lukas Fröde           | Duisburg            |          |
| D        | Peter Kurzweg         | Union Berlino       |          |
| D        | David Pisot           | Karlsruhe           |          |
| C        | Dennis Schmitt        | Kickers Würzburg II |          |
| D        | Clemens Schoppenhauer | St. Pauli           |          |
| C        | Tobias Schröck        | Ingolstadt 04       |          |
| P        | Jörg Siebenhandl      | Sturm Graz          |          |
| A        | Patrick Weihrauch     | Arminia Bielefeld   |          |

### Sessione invernale
| Acquisti | Acquisti | Acquisti | Acquisti |
| R.       | Nome     | da       | Modalità |
| -------- | -------- | -------- | -------- |

| Cessioni | Cessioni      | Cessioni          | Cessioni |
| R.       | Nome          | a                 | Modalità |
| -------- | ------------- | ----------------- | -------- |
| C        | Marvin Kleihs | Weiche Flensburgo |          |

## Risultati

### 3. Liga

#### Girone di andata
| Arbitro: | Stieler |

|                      |           |                     |
| Wagner 26’ Girth 82’ | Marcatori | 57’ Göbel 60’ Jopek |

| Arbitro: | Kempter |

|             |           |              |
| Baumann 85’ | Marcatori | 74’ Jacobsen |

| Arbitro: | Waschitzki-Günther |

|  |           |           |
|  | Marcatori | 69’ Rizzi |

| Arbitro: | Dingert |

|                            |           |            |
| Schwede 7’ Weil 10’ (rig.) | Marcatori | 80’ Bytyqi |

| Arbitro: | Zorn |

|  |           |                               |
|  | Marcatori | 13’ Hüsing 73’, 89’ Benyamina |

| Arbitro: | Müller |

|  |           |              |
|  | Marcatori | 27’ Nikolaou |

| Arbitro: | Welz |

|                        |           |                                         |
| Müller 82’ Neumann 84’ | Marcatori | 14’ Michel 65’ (rig.) Srbeny 85’ Ritter |

| Arbitro: | Siewer |

|                       |           |                                    |
| Morys 50’, 66’ (rig.) | Marcatori | 48’ Göbel 52’ Neumann 87’ Nikolaou |

| Arbitro: | Osmanagic |

|                                    |           |                                |
| Ademi 51’ (rig.) Slamar 83’ (aut.) | Marcatori | 6’ Eckardt 20’ Günther-Schmidt |

| Arbitro: | Zorn |

|            |           |           |
| Heider 54’ | Marcatori | 72’ Ademi |

| Arbitro: | Müller |

|  |           |                   |
|  | Marcatori | 48’ Hain 71’ Hagn |

| Arbitro: | Heft |

|                      |           |  |
| Schleusener 34’, 88’ | Marcatori |  |

| Arbitro: | Storks |

|  |           |                                                            |
|  | Marcatori | 20’ Mockenhaupt 55’ Andrist 74’, 86’ Schäffler 83’ Andrich |

| Arbitro: | Sather |

|                                   |           |           |
| Keita-Ruel 54’ Pazurek 57’ (rig.) | Marcatori | 2’ Königs |

| Arbitro: | Willenborg |

|            |           |  |
| Königs 53’ | Marcatori |  |

| Arbitro: | Stegemann |

|  |           |                                   |
|  | Marcatori | 51’, 84’ Skarlatidis 56’ Schuppan |

| Arbitro: | Kampka |

|                      |           |               |
| Göbel 13’ Müller 90’ | Marcatori | 75’ Ghaddioui |

| Arbitro: | Schütz |

|             |           |                                |
| Röttger 33’ | Marcatori | 13’, 83’ Ademi 39’ Skarlatidis |

| Arbitro: | Jablonski |

|                                            |           |             |
| Ademi 27’, 71’ Göbel 43’ Müller 86’ (rig.) | Marcatori | 74’ Laurito |

#### Girone di ritorno
| Arbitro: | Zorn |

|                                |           |  |
| Taffertshofer 41’ Schuppan 58’ | Marcatori |  |

| Arbitro: | Bläser |

|  |           |              |
|  | Marcatori | 71’ Nikolaou |

| Arbitro: | Kampka |

|              |           |  |
| Scherder 32’ | Marcatori |  |

| Arbitro: | Müller |

|                  |           |  |
| Ademi 43’ (rig.) | Marcatori |  |

| Arbitro: | Kempter |

|                                                    |           |              |
| Benyamina 32’ (rig.) Wannenwetsch 38’ Ranković 56’ | Marcatori | 48’ Nikolaou |

| Arbitro: | Bokop |

|                 |           |          |
| Skarlatidis 89’ | Marcatori | 5’ König |

| Paderborn 24 febbraio 2018, ore 14:00 CET 26ª giornata | Paderborn  | 0 – 0 referto | Kickers Würzburg | Benteler-Arena (6 184 spett.)\| Arbitro: \| Willenborg \| |
| Arbitro:                                               | Willenborg |               |                  |                                                           |

| Arbitro: | Zorn |

|                       |           |                             |
| Ademi 76’ Neumann 85’ | Marcatori | 31’ Schnellbacher 45’ Morys |

| Arbitro: | Hussein |

|               |           |                      |
| Pannewitz 82’ | Marcatori | 3’ Göbel 31’ Baumann |

| Arbitro: | Fritz |

|           |           |  |
| Ademi 28’ | Marcatori |  |

| Arbitro: | Alt |

|                                |           |                           |
| Hain 18’ Müller 42’ Porath 63’ | Marcatori | 48’ Ademi 80’ Skarlatidis |

| Würzburg 24 marzo 2018, ore 14:00 CET 31ª giornata | Kickers Würzburg | 0 – 0 referto | Karlsruhe | flyeralarm Arena (8 057 spett.)\| Arbitro: \| Winter \| |
| Arbitro:                                           | Winter           |               |           |                                                         |

| Arbitro: | Bläser |

|  |           |                       |
|  | Marcatori | 45’ Göbel 53’ Neumann |

| Arbitro: | Müller |

|             |           |  |
| Neumann 74’ | Marcatori |  |

| Arbitro: | Bokop |

|                       |           |                                  |
| Ahlschwede 66’ (aut.) | Marcatori | 33’ Nikolaou 63’ Mast 87’ Bytyqi |

| Würzburg 21 aprile 2018, ore 14:00 CEST 35ª giornata | Kickers Würzburg | 0 – 0 referto | Chemnitz | flyeralarm Arena (5 311 spett.)\| Arbitro: \| Thomsen \| |
| Arbitro:                                             | Thomsen          |               |          |                                                          |

| Arbitro: | Schütz |

|              |           |                                       |
| Neidhart 90’ | Marcatori | 19’ Baumann 66’ Schuppan 83’ Nikolaou |

| Arbitro: | Skorczyk |

|          |           |          |
| Ademi 5’ | Marcatori | 31’ Sané |

| Arbitro: | Bläser |

|         |           |                                       |
| Huth 4’ | Marcatori | 22’ Ademi 54’ Skarlatidis 85’ Baumann |

### Coppa di Germania
| Arbitro: | Stegemann |

|  |           |                                       |
|  | Marcatori | 50’ Veljković 74’ Kruse 77’ Eggestein |

## Statistiche

### Statistiche di squadra
| Competizione      | Punti | In casa | In casa | In casa | In casa | In casa | In casa | In trasferta | In trasferta | In trasferta | In trasferta | In trasferta | In trasferta | Totale | Totale | Totale | Totale | Totale | Totale | DR |
| Competizione      | Punti | G       | V       | N       | P       | Gf      | Gs      | G            | V            | N            | P            | Gf           | Gs           | G      | V      | N      | P      | Gf     | Gs     | DR |
| ----------------- | ----- | ------- | ------- | ------- | ------- | ------- | ------- | ------------ | ------------ | ------------ | ------------ | ------------ | ------------ | ------ | ------ | ------ | ------ | ------ | ------ | -- |
| 3. Liga           | 61    | 19      | 7       | 7       | 5       | 21      | 23      | 19           | 10           | 3            | 6            | 32           | 23           | 38     | 17     | 10     | 11     | 53     | 46     | +7 |
| Coppa di Germania | -     | 1       | 0       | 0       | 1       | 0       | 3       | 0            | 0            | 0            | 0            | 0            | 0            | 1      | 0      | 0      | 1      | 0      | 3      | -3 |
| Totale            | 61    | 20      | 7       | 7       | 6       | 21      | 26      | 19           | 10           | 3            | 6            | 32           | 23           | 39     | 17     | 10     | 12     | 53     | 49     | +4 |

### Andamento in campionato
| Giornata  | 1 | 2  | 3  | 4  | 5  | 6  | 7  | 8  | 9  | 10 | 11 | 12 | 13 | 14 | 15 | 16 | 17 | 18 | 19 | 20 | 21 | 22 | 23 | 24 | 25 | 26 | 27 | 28 | 29 | 30 | 31 | 32 | 33 | 34 | 35 | 36 | 37 | 38 |
| --------- | - | -- | -- | -- | -- | -- | -- | -- | -- | -- | -- | -- | -- | -- | -- | -- | -- | -- | -- | -- | -- | -- | -- | -- | -- | -- | -- | -- | -- | -- | -- | -- | -- | -- | -- | -- | -- | -- |
| Luogo     | T | C  | C  | T  | C  | T  | C  | T  | C  | T  | C  | T  | C  | T  | C  | T  | C  | T  | C  | C  | T  | T  | C  | T  | C  | T  | C  | T  | C  | T  | C  | T  | C  | T  | C  | T  | C  | T  |
| Risultato | N | N  | P  | P  | P  | V  | P  | V  | N  | N  | P  | P  | P  | P  | V  | V  | V  | V  | V  | V  | V  | P  | V  | P  | N  | N  | N  | V  | V  | P  | N  | V  | V  | V  | N  | V  | N  | V  |
| Posizione | 8 | 11 | 12 | 14 | 17 | 13 | 16 | 14 | 13 | 14 | 16 | 17 | 17 | 18 | 17 | 14 | 13 | 11 | 11 | 10 | 10 | 11 | 8  | 10 | 10 | 10 | 10 | 10 | 8  | 9  | 9  | 8  | 7  | 6  | 6  | 5  | 6  | 5  |

Legenda:

Luogo: C = Casa; T = Trasferta. Risultato: V = Vittoria; N = Pareggio; P = Sconfitta.

### Statistiche dei giocatori
| Giocatore        | 3. Liga  | 3. Liga | 3. Liga     | 3. Liga    | Coppa di Germania | Coppa di Germania | Coppa di Germania | Coppa di Germania | Totale   | Totale | Totale      | Totale     |
| Giocatore        | Presenze | Reti    | Ammonizioni | Espulsioni | Presenze          | Reti              | Ammonizioni       | Espulsioni        | Presenze | Reti   | Ammonizioni | Espulsioni |
| ---------------- | -------- | ------- | ----------- | ---------- | ----------------- | ----------------- | ----------------- | ----------------- | -------- | ------ | ----------- | ---------- |
| O. Ademi         | 33       | 12      | 1           | 0          | 0                 | 0                 | 0                 | 0                 | 33       | 12     | 1           | 0          |
| M. Ahlschwede    | 32       | 0       | 6           | 0          | 1                 | 0                 | 0                 | 0                 | 33       | 0      | 6           | 0          |
| D. Baumann       | 35       | 4       | 4           | 0          | 1                 | 0                 | 0                 | 0                 | 36       | 4      | 4           | 0          |
| M. Breunig       | 1        | 0       | 0           | 0          | 0                 | 0                 | 0                 | 0                 | 1        | 0      | 0           | 0          |
| E. Bytyqi        | 18       | 2       | 0           | 0          | 1                 | 0                 | 0                 | 0                 | 19       | 2      | 0           | 0          |
| P. Drewes        | 25       | 0       | 0           | 0          | 0                 | 0                 | 0                 | 0                 | 25       | 0      | 0           | 0          |
| P. Göbel         | 37       | 6       | 4           | 0          | 1                 | 0                 | 0                 | 0                 | 38       | 6      | 4           | 0          |
| H. Hansen        | 4        | 0       | 2           | 0          | 0                 | 0                 | 0                 | 0                 | 4        | 0      | 2           | 0          |
| W. Hesl          | 13       | 0       | 0           | 0          | 1                 | 0                 | 0                 | 0                 | 14       | 0      | 0           | 0          |
| B. Jopek         | 9        | 1       | 1           | 1          | 1                 | 0                 | 0                 | 0                 | 10       | 1      | 1           | 1          |
| I. Karsanidis    | 1        | 0       | 0           | 0          | 0                 | 0                 | 0                 | 0                 | 1        | 0      | 0           | 0          |
| F. Kaufmann      | 13       | 0       | 1           | 0          | 0                 | 0                 | 0                 | 0                 | 13       | 0      | 1           | 0          |
| M. Kleihs        | 3        | 0       | 0           | 0          | 0                 | 0                 | 0                 | 0                 | 3        | 0      | 0           | 0          |
| F. Kohls         | 3        | 0       | 0           | 0          | 0                 | 0                 | 0                 | 0                 | 3        | 0      | 0           | 0          |
| M. Königs        | 23       | 2       | 0           | 1          | 1                 | 0                 | 0                 | 0                 | 24       | 2      | 0           | 1          |
| L. Langhans      | 0        | 0       | 0           | 0          | 0                 | 0                 | 0                 | 0                 | 0        | 0      | 0           | 0          |
| D. Mast          | 26       | 1       | 1           | 1          | 1                 | 0                 | 0                 | 0                 | 27       | 1      | 1           | 1          |
| F. Müller        | 32       | 3       | 7           | 0          | 1                 | 0                 | 0                 | 0                 | 33       | 3      | 7           | 0          |
| S. Neumann       | 35       | 5       | 10          | 0          | 1                 | 0                 | 1                 | 0                 | 36       | 5      | 11          | 0          |
| J. Nikolaou      | 36       | 6       | 10          | 1          | 1                 | 0                 | 0                 | 0                 | 37       | 6      | 10          | 1          |
| S. Schuppan      | 33       | 3       | 7           | 0          | 1                 | 0                 | 1                 | 0                 | 34       | 3      | 8           | 0          |
| S. Skarlatidis   | 28       | 6       | 3           | 0          | 0                 | 0                 | 0                 | 0                 | 28       | 6      | 3           | 0          |
| A. Syhre         | 28       | 0       | 4           | 0          | 1                 | 0                 | 0                 | 0                 | 29       | 0      | 4           | 0          |
| E. Taffertshofer | 27       | 1       | 4           | 0          | 1                 | 0                 | 1                 | 0                 | 28       | 1      | 5           | 0          |
| F. Uzelac        | 6        | 0       | 0           | 0          | 0                 | 0                 | 0                 | 0                 | 6        | 0      | 0           | 0          |
| K. Wagner        | 27       | 0       | 5           | 0          | 0                 | 0                 | 0                 | 0                 | 27       | 0      | 5           | 0          |
| N. Wagner        | 0        | 0       | 0           | 0          | 0                 | 0                 | 0                 | 0                 | 0        | 0      | 0           | 0          |
| O. Ünlücifci     | 2        | 0       | 0           | 0          | 0                 | 0                 | 0                 | 0                 | 2        | 0      | 0           | 0          |